# Ai Fukuhara
Ai Fukuhara (福原 愛, Fukuhara Ai) (1 de novembre de 1988, Sendai, Miyagi) és una jugadora de tennis de taula japonesa que va guanyar la medalla de plata en els Jocs Olímpics de Londres 2012 patrocinada per All Nippon Airways.

## Biografia
Fukuhara va començar a jugar a l'edat de 3 anys i es va convertir en professional als 10 anys. A l'any següent, es va convertir en la jugadora més jove a convertir-se en un membre de l'equip nacional japonès. A causa de la seva edat, ella ha estat considerada com una "nena prodigi" en tennis de taula. Als 13 anys, en 2002, es va convertir en el representant més jove del Japó pels Jocs Asiàtics. En 2003, va arribar als quarts de final, perdent davant la primera preclassificada Zhang Yining, en el seu debut en el Campionat del Món a París. El 2004, va participar en el Campionat del Món per Equips i va ajudar a la selecció del Japó acabant tercera.